# Мортенсен, Каспер Ульрих
Каспер Ульрих Мортенсен (дат. Casper Ulrich Mortensen; род. 14 декабря 1989, Копенгаген) — датский гандболист, выступает за клуб «Гамбург» и сборную Дании. Олимпийский чемпион 2016 года и чемпион мира 2019 года.

## Карьера

#### Клубная
Каспер Мортенсен начинал профессиональную карьеру в клубе Аякс Копенгаген. В 2009 году Мортенсен заключил двухлетний контракт с клубом ГК Фредерисия. В 2011 году Каспер Мортенсен переходит ГК Виборг, где он провёл великолепный сезон, в 22 матчах он забросил 145 мячей, что сделало Мортенсена вторым бомбардиром чемпионата Дании в сезоне 2011/12. После сезона 2011/12, Каспер Мортенсен перешёл в Бьеррингбро-Силькеборг. В дебютном сезоне в Бьеррингбро-Силькеборг Мортенсен сыграл в 12 матчей и забросил 61 мячей. Каспер Мортенсен в 2014 году заключает однолетний контракт с клубом Сёндерйиске. В 2015 году Каспер Мортенсен заключил трёхлетний контракт с клубом ГК Гамбург. В связи с тем, что у клуба Гамбург возникли финансовые сложности и ГК Гамбург был снят с чемпионата Германии, Каспер Мортенсен переходит в клуб Ганновер-Бургдорф. В 2018 году, Мортенсен заключил контракт с испанским клубом Барселона

#### В сборной
Каспер Мортенсен выступает за сборную Дании. За сборную Дании Мортенсен сыграл 84 матча и забил 241 гола. Участник летних олимпийских игр 2016, в составе которой Каспер Мортенсен выиграл золото и серебряный призёр чемпионата Европы 2014

## Награды
- Серебряный призёр чемпионата Европы: 2014
- Серебряный призёр чемпионата Мира: 2013
- Олимпийский чемпион: 2016
- Topscorer of the Handball-Bundesliga (HBL): 2018

## Статистика
Статистика Каспера Ульриха Мортенсена сезона 2017/18 указана на 5.6.2018
| Сезон   | Клуб              | Лига       | Матчи | Голы   | Голы   | Голы  |
| Сезон   | Клуб              | Лига       | Матчи | С игры | 7-метр | Всего |
| ------- | ----------------- | ---------- | ----- | ------ | ------ | ----- |
| 2015/16 | Ганновер-Бургдорф | Бундеслига | 13    | 46     | 11     | 35    |
| 2016/17 | Ганновер-Бургдорф | Бундеслига | 27    | 78     | 29     | 49    |
| 2017/18 | Ганновер-Бургдорф | Бундеслига | 34    | 230    | 98     | 132   |